# Mégantic-Compton
Circonscription électorale provinciale du Canada
Mégantic-Compton est une ancienne circonscription électorale provinciale du Québec. Elle regroupait notamment les villes de Lac-Mégantic, East Angus et Weedon. 
En 2011, à la suite de la refonte de la carte électorale, la circonscription se nomme désormais Mégantic et inclut une partie de la circonscription précédente de Mégantic-Compton (31 445 électeurs), une partie de la circonscription précédente de Richmond (774 électeurs), une partie de la circonscription précédente de Johnson (2 065 électeurs) et une partie de la circonscription précédente de Frontenac (3 280 électeurs).

## Liste des députés
| Législature                                       | Années    | Député             | Député             | Parti           |
| ------------------------------------------------- | --------- | ------------------ | ------------------ | --------------- |
| Mégantic-Compton Créée depuis Mégantic et Compton |           |                    |                    |                 |
| 30e                                               | 1973–1976 |                    | Joseph-Omer Dionne | Libéral         |
| 31e                                               | 1976–1980 |                    | Fernand Grenier    | Union nationale |
| 31e                                               | 1980–1981 |                    | Fabien Bélanger    | Libéral         |
| 32e                                               | 1981–1983 |                    | Fabien Bélanger    | Libéral         |
| 32e                                               | 1983–1985 | Madeleine Bélanger |                    | Libéral         |
| 33e                                               | 1985–1989 | Madeleine Bélanger |                    | Libéral         |
| 34e                                               | 1989–1994 | Madeleine Bélanger |                    | Libéral         |
| 35e                                               | 1994–1998 | Madeleine Bélanger |                    | Libéral         |
| 36e                                               | 1998–2003 | Madeleine Bélanger |                    | Libéral         |
| 37e                                               | 2003–2004 | Daniel Bouchard    |                    | Libéral         |
| 37e                                               | 2004–2007 | Daniel Bouchard    |                    | Indépendant     |
| 38e                                               | 2007–2008 |                    | Johanne Gonthier   | Libéral         |
| 39e                                               | 2008–2012 |                    | Johanne Gonthier   | Libéral         |
| Dissoute dans Mégantic                            |           |                    |                    |                 |